# MegaStar FM
MegaStarFM (a veces estilizado como MegaStar) es una radiofórmula musical española, que emite solo música actual, principalmente pop, dance, electropop, Electro latino y reguetón. Se dirige a una audiencia entre 14 y 39 años. Está operada por Ábside Media, junto a la generalista COPE y las musicales Cadena 100 y Rock FM, propiedad de la Conferencia Episcopal Española. Sus estudios centrales se ubican, al igual que los de sus cadenas hermanas, en la calle Alfonso XI número 4 de Madrid.

## Historia
Esta emisora musical, la cuarta del Grupo COPE después de Cadena 100 y Rock FM, tiene su origen en junio de 2013. Tras la integración de las frecuencias de la radio extinta ABC Punto Radio en la COPE, quedan ciudades con 4 frecuencias, cuando el grupo COPE únicamente disponía de 3 cadenas de radio. Ante esta situación, y visto el mercado radiofónico, COPE decide lanzar una nueva emisora musical. Su primer emisión fue el 1 de julio de 2013 con el nombre Solo Temazos.
Tras dos meses de pruebas, inició oficialmente sus emisiones el lunes 2 de septiembre de 2013 a las 7 de la mañana, de la mano de Xavi Martínez, Gema Hurtado y Alberto García. El siguiente programa fue ese mismo día con Josué Gómez, que comenzó a las 15:00 horas. Después arrancaría Starclub de 18:00 a 19:00 horas, con Xavi Martínez e Ingrid Sunyer.
En enero de 2014, el sitio católico Infovaticana dio a conocer algunos tuits considerados blasfemos publicados por el locutor Alberto García dos años antes (cuando todavía trabajaba en otra emisora) y en los que, por ejemplo, defendía el uso del preservativo. Según dicho portal, los mensajes vertidos por García son contrarios a los valores del catolicismo. En su defensa y a petición de la emisora, el locutor y productor emitió un comunicado en el que pidió disculpas a las personas que pudieran haberse sentido ofendidas por esas publicaciones. Tras el polémico hecho, García abandonó la cadena del grupo COPE y fichó por Los 40 Principales. Fue sustituido por Pablo de Torres.
El 1 de septiembre de 2014, tras la salida de Xavi Martínez hacia LOS40 para presentar Lo+40 junto a Ingrid Sunyer, Megastar estrena el programa Mateo & Gema, compuesto por Mateo González, exlocutor de Cadena 100, y Gema Hurtado, que estaba ya en el morning de Xavi. Gema no llegó a presentar el morning junto a Mateo.
Posteriormente, Gema Hurtado es fichada por LOS40 para copresentar Anda ya y desde el 1 de septiembre de 2015 esta emisora ficha a Andrea Caña, acompañada por Mateo González, para el morning show Mateo & Andrea, que emitió hasta el 24 de julio de 2020. Desde entonces la cadena optó por un segundo eslogan, La nueva MegaStarFM, pese a tener ya 2 años en ese momento.
El 1 de septiembre de 2016 deja de emitir vía FM en varias ciudades de España ya que los propietarios de MegaStar deciden dedicar esas frecuencias a unas nuevas emisoras locales del grupo COPE, hasta tal punto que su cobertura por FM ha quedado muy reducida, orientándose más hacia Internet. En esa misma temporada, Myriam Rodilla y Gustavo Luna abandonan la emisora y son sustituidos por Sara Delgado, que hasta entonces había sido locutora en Cadena 100, y Carolina de Toro.
En julio de 2018, Pablo Luna se incorpora al grupo de locutores de la radio.
En julio de 2019, Emyl Ramos, que formaba parte desde verano de 2015, abandona la emisora para formar parte del equipo de Hit FM, y es sustituido por Nia Caro, que hasta entonces había sido locutora en Unika FM. En septiembre de 2019, se incorpora a la radio la locutora Ana García. En diciembre de 2019 Josué Gómez abandona la emisora poniendo rumbo a Hit FM donde presenta el programa Hit 30. 
En julio de 2020 se conoce que Mateo González y Andrea Caña abandonarán Megastar el mismo mes para presentar un nuevo programa vespertino en Cadena 100. El programa Mateo & Andrea fue sustituido en septiembre del mismo año por Megastar Morning Show conducido por Pedro Del Castillo. En septiembre de 2020 Pablo Luna abandona la emisora y se incorpora a la radio la locutora Ana Rumí.
En octubre de 2020 abandona la emisora Álvaro Sicilia.
En febrero de 2021 abandona la emisora Ana García, que ficha por Cadena 100. En septiembre de ese mismo año se incorpora a la emisora Guillem Climent, procedente de Cadena 100; y se conoce que Nía Caro y Marta Nogales pasarán a presentar el nuevo morning de la emisora, llamado "Nía y Marta en MegaStar"; mientras que Pedro del Castillo y Elena Fornas abandonan la emisora, durando tan solo 1 temporada. 
En la temporada 2022-2023 los locutores de Megastar FM son Sergio Blázquez y su morning show, llamado "Sergio Blázquez y la Megamañana", y los locutores Javi Ambite, Nía Caro, Guillem Climent, Ana García, Carolina de Toro y Marta Nogales.
El 24 de mayo de 2025 se incorporó Megastar FM junto a Los 40 Dance en el múltiplex MPE1 de la TDT, pudiendose así escuchar en gran parte del territorio nacional.

## Audiencia
Según los datos de audiencia correspondientes al Estudio General de Medios (EGM), MegaStar FM ha registrado estas audiencias:
| año  | oleada         | oyentes                    |
| ---- | -------------- | -------------------------- |
| 2022 | 3ª (otoño)     | 145.000                    |
| 2022 | 2ª (verano)    | 165.000                    |
| 2022 | 1ª (primavera) | 157.000                    |
| 2021 | 3ª (otoño)     | 141.000                    |
| 2021 | 2ª (verano)    | 230.000                    |
| 2021 | 1ª (primavera) | 131.000                    |
| 2020 | 3ª (otoño)     | 150.000                    |
| 2020 | 1ª (primavera) | 174.000                    |
| 2019 | 3ª (otoño)     | 208.000                    |
| 2019 | 2ª (verano)    | 226.000                    |
| 2019 | 1ª (primavera) | 258.000                    |
| 2018 | 3ª (otoño)     | 175.000                    |
| 2018 | 2ª (verano)    | 250.000                    |
| 2018 | 1ª (invierno)  | 239.000                    |
| 2017 | 3ª (otoño)     | 248.000                    |
| 2017 | 2ª (verano)    | 338.000                    |
| 2017 | 1ª (invierno)  | 305.000                    |
| 2016 | 3ª (verano)    | 250.000                    |
| 2016 | 2ª (primavera) | 416.000 (máximo histórico) |
| 2016 | 1ª (invierno)  | 346.000                    |
| 2015 | 3ª (otoño)     | 359.000                    |
| 2015 | 2ª (primavera) | 325.000                    |
| 2015 | 1ª (invierno)  | 322.000                    |
| 2014 | 3ª (otoño)     | 329.000                    |
| 2014 | 2ª (primavera) | 246.000                    |
| 2014 | 1ª (invierno)  | 202.000                    |
| 2013 | 3ª (otoño)     | 84.000                     |

## Frecuencias
MegaStar FM emite a través de FM, DAB, TDT y Satélite.

### FM[3]

#### Andalucía
- Málaga: 105.5 FM
- Sevilla: 98.4 FM

#### Comunidad de Madrid
- Alcalá de Henares: 100.9 FM
- Collado Villalba: 100.3 FM
- Madrid: 100.7 FM

La Rioja
- Logroño: 98.2 FM

País Vasco
- Vitoria: 94.5 FM

### DAB

#### Cataluña
- Barcelona (Repetidor de Collserola): 11B 218.640 MHz (Red FU-E (Frecuencia Única-España))

#### Comunidad de Madrid
- Madrid (Repetidor de Torrespaña): 11B 218.640 MHz (Red FU-E (Frecuencia Única-España))

### TDT

#### Comunidad de Madrid
- Alcobendas Local: MUX 27, 522 MHz
- Collado Villalba Local: MUX 29, 538 MHz
- Madrid Local: MUX 39, 618 MHz
- Móstoles Local: MUX 30, 546 MHz
- Pozuelo de Alarcón Local: MUX 24, 498 MHz

### Satélite
- Hispasat: 11510 V SR 10000 FEC 3/4, DVB-S

## Antiguas frecuencias

#### Andalucía
- Granada: 91.5 FM
- Málaga: 90.5 FM / 93.4 FM
- Málaga - Benalmádena: 91.1 FM
- Málaga - Costa del Sol: 97.1 FM
- Málaga - Pizarra: 103.3 FM
- Córdoba: 105.7 FM
- Sevilla: 105.8 FM

#### Aragón
- Zaragoza: 88.5 FM

#### Comunidad Valenciana
- Benidorm: 103.3 FM
- Valencia: 92.0 / 92.6 FM

#### Principado de Asturias
- Gijón: 98.2 FM

#### Islas Baleares
- Palma de Mallorca: 102.8 FM/ 103.6 FM

#### Castilla-La Mancha
- Albacete: 100.7 FM
- San Pedro: 105.6 FM
- Ciudad Real: 103.0 FM

#### Cantabria
- Laredo: 97.3 FM
- Santander: 99.7 FM

#### Comunidad de Madrid
- Madrid - Alcorcón: 94.8 FM

#### Galicia
- Ferrol - Cedeira: 93.7 FM
- La Coruña: 99.9 FM
- Lugo - Sarria: 97.5 FM
- Orense: 93.7 FM
- Pontevedra - Villagarcía de Arosa: 96.7 FM
- Ribadeo - Foz: 88.8 FM
- Santiago de Compostela: 99.9 FM
- Vigo: 93.7 FM / 106.7 FM

#### Navarra
- Pamplona: 88.3 FM

#### País Vasco
- Bilbao: 104.3 FM

#### Región de Murcia
- Cartagena: 101.9 FM
- Murcia: 103.5 FM